# رياض عبد الرؤوف
رياض عبد الرؤوف (مواليد 1975 في دمشق) اقتصادي وسياسي سوري شغل منصب وزير المالية في حكومة محمد غازي الجلالي منذ 23 أيلول 2024.
قادم من خلفية أكاديمية، فهو عضو هيئة تدريسية بكلية الاقتصاد في جامعة دمشق، كذلك عضو مجلس إدارة المعهد العالي لإدارة الأعمال (هبا)، وعضو مجلس المفوضين في هيئة الأوراق والأسواق المالية السورية.
حاصل على دكتوراه في تدقيق الحسابات من فرنسا عام 2010، وماجستير بالتخصص ذاته عام 2005، ودبلوم دراسات عليا من جامعة دمشق 1998، ويجيد لغتين الانكليزية والفرنسية.وسبق أن ترأس مجلس إدارة المصرف التجاري السوري، وكان معاوناً للمدير العام في المصرف الصناعي السوري بين 2014 و 2016. وبين عامي 2015 و 2016 كان عضو اللجنة التوجيهية لتطوير القطاع الصناعي في سوريا، ومستشاراً في هيئة الأوراق والأسواق المالية السورية. وعمل عضواً في مجلس إدارة هيئة الإشراف على التأمين، وكان خبيراً لدى مكتب منظمة الأغذية والزراعة التابعة للأمم المتحدة (الفاو) بدمشق.

## المؤهلات العلمية
دكتوراه في العلوم الإدارية من فرنسا (2010)
دبلوم الدراسات المعمّقة في العلوم الإدارية من فرنسا (2005)
ماجستير في المحاسبة /اختصاص تدقيق الحسابات/ كلية الاقتصاد، جامعة دمشق (2002)
دبلوم الدراسات العليا-قسم المحاسبة المالية/ اختصاص تدقيق الحسابات/ كلية الاقتصاد، جامعة دمشق (1998)
إجازة في الاقتصاد-اختصاص محاسبة، كلية الاقتصاد، جامعة دمشق (1997-1998)

## الخبرة العملية
معاون وزير المالية لشؤون الموازنة 9/6/2024-حتى تاريخ تسلمه وزارة المالية
معاون وزير المالية لشؤون السياسات المالية 6/12/2021 حتى 5/6/2024
معاون وزير المالية لشؤون الإيرادات العامة 19/6/2018-6/12/2021
مدرس في كلية الاقتصاد -جامعة دمشق 7/9/2011 حتى تاريخه
عضو مجلس النقد والتسليف 15/6/2024 حتى تاريخه
عضو مجلس مفوضي هيئة الأوراق والأسواق المالية السورية 1/10/2018 حتى تاريخه
عضو في مجلس إدارة هيئة الإشراف على التأمين 16/8/2016 حتى تاريخه
رئيس مجلس إدارة المصرف التجاري السوري 9/8/2018 -9/7/2020
معاون مدير عام المصرف الصناعي السوري وعضو في مجلس إدارة المصرف 17/9/2014-17/9/2016